# I. e. 263
Évszázadok: i. e. 4. század – i. e. 3. század – i. e. 2. század
Évtizedek: i. e. 310-es évek – i. e. 300-as évek – i. e. 290-es évek – i. e. 280-as évek – i. e. 270-es évek – i. e. 260-as évek – i. e. 250-es évek – i. e. 240-es évek – i. e. 230-as évek – i. e. 220-as évek – i. e. 210-es évek
Évek: i. e. 268 – i. e. 267 – i. e. 266 – i. e. 265 –  i. e. 264 – i. e. 263 – i. e. 262 – i. e. 261 – i. e. 260 – i. e. 259 – i. e. 258

## Események

### Hellenisztikus birodalmak
- II. Alexandrosz épeiroszi király (Pürrhosz fia) megtámadja Makedóniát, amíg annak királya, II. Antigonosz délen hadakozik. Kezdeti sikerek után Antigonosz fia, Démétriosz visszaveri támadását.
- Meghal Philetairosz pergamoni király. Utódja unokaöccse, I. Eumenész, aki elődje óvatosan lavírozó politikájával szemben - talán a térségben befolyását növelni kívánó egyiptomi II. Ptolemaiosz sugallatára - kikiáltja függetlenségét a Szeleukida Birodalomtól.

### Itália
- Rómában Manius Valerius Corvinus Messallát és Manius Otacilius Crassust választják consulnak.
- M'. Valerius Szicíliában legyőzi II. Hierónt, Szürakuszai királyt és békeszerződést kényszerít rá. Szürakuszai Róma szövetségese lesz és területének északi határát Tauromeniumnál húzzák meg.
- M'. Valerius elfoglalja Hadranumot, lakóit pedig eladja rabszolgának. Számos szicíliai város átáll a rómaiak oldalára, a punok pedig megerősítik Akragasz védelmét.

## Születések
- III. Antigonosz makedón király

## Halálozások
- Philetairosz pergamoni király

## Fordítás
- Ez a szócikk részben vagy egészben  a(z)   263 BC című angol Wikipédia-szócikk ezen változatának fordításán alapul.  Az eredeti cikk szerkesztőit annak laptörténete sorolja fel. Ez a jelzés csupán a megfogalmazás eredetét és a szerzői jogokat jelzi, nem szolgál a cikkben szereplő információk forrásmegjelöléseként.